# 14 يناير
- السبت
- الأحد
- الاثنين
- الثلاثاء
- الأربعاء
- الخميس
- الجمعة

- 2827 جمادى الآخرة 1446  هـ
- 2928 جمادى الآخرة 1446  هـ
- 3029 جمادى الآخرة 1446  هـ
- 3130 جمادى الآخرة 1446  هـ
- 11 رجب 1446  هـ
- 22 رجب 1446  هـ
- 33 رجب 1446  هـ
- 44 رجب 1446  هـ
- 55 رجب 1446  هـ
- 66 رجب 1446  هـ
- 77 رجب 1446  هـ
- 88 رجب 1446  هـ
- 99 رجب 1446  هـ
- 1010 رجب 1446  هـ
- 1111 رجب 1446  هـ
- 1212 رجب 1446  هـ
- 1313 رجب 1446  هـ
- 1414 رجب 1446  هـ
- 1515 رجب 1446  هـ
- 1616 رجب 1446  هـ
- 1717 رجب 1446  هـ
- 1818 رجب 1446  هـ
- 1919 رجب 1446  هـ
- 2020 رجب 1446  هـ
- 2121 رجب 1446  هـ
- 2222 رجب 1446  هـ
- 2323 رجب 1446  هـ
- 2424 رجب 1446  هـ
- 2525 رجب 1446  هـ
- 2626 رجب 1446  هـ
- 2727 رجب 1446  هـ
- 2828 رجب 1446  هـ
- 2929 رجب 1446  هـ
- 3030 رجب 1446  هـ
- 311 شعبان 1446  هـ

14 يناير أو 14 كانون الثاني أو يوم 14 \ 1 (اليوم الرابع عشر من الشهر الأوَّل) هو اليوم الرابع عشر (14) من السنة وفقًا للتقويم الميلادي الغربي (الغريغوري). يبقى بعده 351 يومًا لانتهاء السنة، أو 352 يومًا في السنوات الكبيسة.

## أحداث

### قبل 1600
- 1301 - انتهاء حكم سلالة أرباد بوفاة أندرو الثالث ملك المجر.
- 1401 - تيمورلنك يبدأ بحصار قلعة دمشق التي رفضت حاميتها الاستسلام بعد سقوط بقية المدينة.
- 1539 - إسبانيا تعلن سيطرتها على جزيرة كوبا.
- 1546 - هز زلزال مدمر بلاد الشام. وكان مركز الزلزال في نهر الأردن في موقع بين البحر الميت وبحيرة طبريا. وتضررت مدن القدس والخليل ونابلس وغزة ودمشق بشدة.

### 1601-1900
- 1724 ـ فيليب الخامس ملك إسبانيا يتنازل عن العرش.
- 1794 - الجراح الأمريكي جيسي بينيت يجري أول عملية ولادة قيصرية في أميركا بنجاح.
- 1814 - انفصال النرويج عن الدانمارك.
- 1858 - نجاة نابليون الثالث من محاولة اغتيال.

### 1901- إلى الآن
- 1911 - تأسيس جريدة فلسطين في يافا لصاحبيها ومحرريها عيسى داود العيسى ويوسف العيسى، وهي جريدة سياسية إخبارية تصدر مرتين في الأسبوع.
- 1929 - ملك أفغانستان أمان الله خان يتنازل عن العرش.
- 1935 - بدأ تشغيل خط أنابيب النفط الذي يربط بين مدينة الموصل في العراق وميناء حيفا في فلسطين.
- 1948 - الهاجاناه تبرم صفقة للسلاح مع تشيكوسلوفاكيا بقيمة 1.2 مليون دولار تضمنت توريد 24 ألفاً و 500 بندقية وخمسة آلاف رشاش ثقيل و 200 رشاش متوسط و54 مليون رصاصة و 25 طائرة من طراز ميزر شميت، وقد وصلت هذه الأسلحة مع قرب نهاية الانتداب البريطاني على فلسطين.
- 1952 - إعادة انتخاب جوزيف بروز تيتو رئيسًا للجمهورية اليوغسلافية.
- 1956 - المملكة الأردنية الهاشمية تعلن رفضها الانضمام إلى حلف بغداد الذي كانت المملكة المتحدة تقوده ويضم العراق وتركيا وباكستان.
- 1958 - هولندا تفتتح سفارتها بإسرائيل في القدس لتكون أول بلد يفتتح سفارة بلده في المدينة.
- 1972 - الأميرة مارغريت تعتلي عرش الدنمارك تحت اسم مارغريت الثانية وذلك بعد وفاة والدها الملك فريدريك التاسع.
- 1980 -
  - الجمعية العامة للأمم المتحدة تصوت لصالح قرار يطالب بانسحاب القوات السوفيتية من أفغانستان.
  - تشكيل حكومة جديدة في سوريا برئاسة عبد الرؤوف الكسم خلفاً لمحمد علي الحلبي.
- 1985 - مجلس الوزراء الإسرائيلي يوافق على خطة للانسحاب من جنوب لبنان على 3 مراحل.
- 1991 - مسلح فلسطيني من حركة فتح - المجلس الثوري بزعامة صبري البنا يغتال ثلاثة من قادة حركة فتح وهم الرجل الثاني ومسؤول الأمن والاستخبارات في الحركة صلاح خلف (أبو إياد) وعضوي الحركة هايل عبد الحميد وفخري العمري.
- 1996 - انتخاب جورج سامبايو رئيسًا للبرتغال.
- 1997 - توقيع اتفاقية الخليل بين السلطة الوطنية الفلسطينية وإسرائيل في إيريز بشمال قطاع غزة تتضمن تقسيم مدينة الخليل الفلسطينية بين الجانبين، وإعادة انتشار القوات الإسرائيلية في بعض المناطق الفلسطينية.
- 1999 - مجلس الشيوخ الأمريكي يبدأ محاكمة الرئيس بيل كلينتون في ما عرف باسم فضيحة مونيكا غيت.
- 2000 - اتحاد الكتاب العرب يعلن اختياره لأفضل مائة رواية عربية في القرن العشرين.
- 2002 - إسرائيل تغتال رائد الكرمي القائد العام لكتائب شهداء الأقصى في فلسطين.
- 2005 - هبوط المسبار هيغنز على تيتان قمر كوكب زحل.
- 2010 - محكمة عراقية تصدر حكمًا بالإعدام على 11 عراقي بتهمة تخطيط وتنفيذ تفجيرات بغداد التي حدثت في 19 أغسطس 2009.
- 2011 - الوزير التونسي الأول محمد الغنوشي يعلن توليه السلطة مؤقتًا بسبب تعذر أداء الرئيس زين العابدين بن علي لمهامه بعد مغادرته تونس على إثر اندلاع ثورة ضد حكمه.
- 2014 - تنظيم الدولة الإسلامية في العراق والشام يفرض سيطرته على كامل مدينة الرقة للمرة الأولى، وذلك بعد أيام من معارك عنيفة مع فصائل المعارضة السورية التي أُجبرت على الانسحاب من المدينة.
- 2015 - استقالة الرئيس الإيطالي جورجو نابوليتانو من منصبه.
- 2016 -
  - محكمة التمييز العسكرية اللبنانية تحكم بإخلاء سبيل الوزير السابق ميشال سماحة مقابل كفالة مقدارها 150 مليون ليرة، شرط أن يتعهد بحضور كل جلسات محاكمته.
  - مقتل 8 أشخاص في سلسلة هجمات في العاصمة الإندونيسية في جاكرتا و«داعش» يتبنى الهجمات.
  - مُنظمة الصحَّة العالميَّة تُعلن اندثار وباء إيبولا في غرب أفريقيا بعد أن حصد أكثر من 11,000 نسمة.
- 2017 - وفاة حوالي 25 شخصًا غرقًا إثر انقلاب قارب في نهر الغانج بمدينة باتنا الهندية.
- 2020 - مايكروسوفت تعلن توقف دعم نظام التشغيل ويندوز 7 بعد إتمامه عشر سنوات على انطلاقه.

## مواليد
- 1847 - تشارلز رينيه زيلر، عالم نبات فرنسي.
- 1861 - محمد السادس، آخر سلاطين العثمانيين
- 1905 - تاكيو فوكودا، رئيس وزراء اليابان.
- 1919 - جوليو أندريوتي، رئيس وزراء إيطاليا.
- 1925 - إرنست شتويازبال، لاعب كرة قدم نمساوي.
- 1934 - محمد العروسي، مغني مغربي.
- 1938 - موريهيرو هوسوكاوا، رئيس وزراء اليابان.
- 1941 - فاي دوناوي، ممثلة أمريكية.
- 1943 - رالف ستاينمان، عالم كندي في علم المناعة حاصل على جائزة نوبل في الطب عام 2011.
- 1944 - محمد نجم، ممثل مصري.
- 1947 - صبري عبد المنعم، ممثل مصري.
- 1966 - هناء نصور، ممثلة سورية.
- 1967 -
  - إميلي واتسون، ممثلة إنجليزية.
  - حسان حطاب، أمير الجماعة السلفية للدعوة والقتال بالجزائر.
- 1969 - جيسن بيتمان، ممثل أمريكي.
- 1971 - أنتونيوس نيكوبوليدس، لاعب كرة قدم يوناني.
- 1973 - إيناس مكي، ممثلة جزائرية تعمل في مصر.
- 1977 - ناصر العثمان، لاعب كرة قدم كويتي.
- 1978 - سيلفيا تالايا، لاعبة كرة مضرب كرواتية.
- 1981 - بورخا فيرنانديز، لاعب كرة قدم إسباني.
- 1982 - فكتور فالدز، حارس مرمى كرة قدم إسباني.
- 1986 -
  - يوهان كاباي، لاعب كرة قدم فرنسي.
  - محمد الحملي، ممثل كويتي.
- 1994 - كاي، مغني كوري.

## وفيات
- 1301 - وفاة أندرو الثالث ملك المجر وانتهاء حكم سلالة أرباد.
- 1421 - المؤيد أبو النصر شيخ المحمودي، أحد سلاطين دولة المماليك في مصر والشام.
- 1867 - جان أوغست دومينيك آنغر، رسام فرنسي.
- 1905 - إرنست كارل آب، عالم فيزياء ألماني.
- 1916 - إسكندر العازار، كاتب وصحفي وشاعر عثماني لبناني.
- 1957 - همفري بوغارت، ممثل أمريكي.
- 1972 - فريدريك التاسع، ملك الدنمارك.
- 1977 - أنطوني إيدن، رئيس وزراء المملكة المتحدة.
- 1978 - كورت غودل، عالم رياضيات نمساوي.
- 1980 - تاداو ناغاهاما، مخرج ومؤلف ياباني.
- 1984 - سعد حداد، عسكري لبناني ومؤسس جيش لبنان الجنوبي.
- 1991 - صلاح خلف (أبو إياد)، عضو اللجنة المركزية لحركة فتح.
- 2002 - رائد الكرمي، القائد العام لكتائب شهداء الأقصى في فلسطين.
- 2006 - شيلي وينترز، ممثلة أمريكية.
- 2007 - أحمد محمد عوف، صيدلي وكاتب مصري وأحد قدامى الويكيبيديين.
- 2016 - آلان ريكمان، ممثل بريطاني.
- 2017 - تشو يوغوانغ، عالم لغوي مخترع نظام بينيين للكتابة الصينية بالحروف اللاتينية.
- 2021 - صفوت الشريف، سياسي مصري.

## أعياد ومناسبات
- ذكرى الثورة التونسية.
- عيد الحصاد بونغال في جنوب الهند.

## وصلات خارجية
- وكالة الأنباء القطريَّة: حدث في مثل هذا اليوم.
- النيويورك تايمز: حدث في مثل هذا اليوم.
- BBC: حدث في مثل هذا اليوم.